# Ayupan
ayupan（アユパン）は、浜崎あゆみをモチーフとしたマスコットキャラクターである。
担当声優は、川崎恵理子。

## 概要
歌手・浜崎あゆみが考案したキャラクターで、そのフィギュアが市場で売られている。ライブツアー等が行われる度にそのツアーで浜崎が纏った衣装をモチーフとしたフィギュアが販売されている。
2002年12月に東京都新宿の新宿ミロード・モザイク通りにayupan専門店「ayupan shop」がオープンした（2003年に閉店）

## ayupan AR
ayupanのキャラクターを利用した拡張現実（AR）サービス。基本的にはスマートフォン向けのサービスとして提供されている。
初登場は2011年のコンサートツアー「POWER of MUSIC」。この際はツアーグッズ紹介チラシとの連動でayupanがスマートフォン上でグッズを紹介した。
2012年3月に発売されたアルバム『Party Queen』ではインタラクティブブレインズの協力を得て、主に同アルバムの初回盤購入者向けに、3Dモデルのayupanがスマートフォン内で踊る専用アプリの提供が開始された。